# Ugolino Novelli
Ugolino Novelli (XII secolo – 1248) è stato un generale e politico italiano che ricopri la carica di capitano del popolo di Ascoli Piceno. Fu Cavaliere e Generale di Santa Chiesa nonché Decurione della Chiesa per Ascoli.

## Biografia
Ugolino Novelli, figlio illegittimo di Ranaglio Novelli condottiero sotto Federico I Hohenstaufen, fu una figura di spicco del XIII secolo, noto per il suo servizio militare e politico sotto Papa Innocenzo IV e per il suo ruolo nell'assedio di Ascoli. Il suo trasferimento ad Ascoli ha segnato la fondazione del ramo dei Novelli di Ascoli Piceno.

### Carriera e servizio
A differenza di suo padre, Ugolino Novelli servì lo Stato Pontificio, ricoprendo il ruolo di Cavaliere e Generale della Santa Chiesa sotto Papa Innocenzo IV. Il suo contributo più significativo avvenne durante l'assedio di Ascoli nel 1229. In quel periodo, Ugolino era anche Capitano della Patria di Ascoli. Durante l'assedio, le forze imperiali guidate da Federico II di Svevia e da Rinaldo, Duca di Spoleto, tentarono di conquistare la città. Ugolino, insieme ad altri cittadini di Ascoli, difese valorosamente la città. Tuttavia, la mancanza di viveri portò alla capitolazione di Ascoli, così come accadde ad altre città della Marca.

### Ruolo politico e trattato di San Germano
Dopo l'assedio, Ugolino tornò ad Ascoli grazie al trattato di San Germano, firmato il 20 luglio 1230 secondo alcune fonti e il 23 luglio 1230 secondo altre. Questo trattato, negoziato dal domenicano Guala de Roniis, sancì una tregua tra l'Imperatore Federico II e Papa Gregorio IX. In seguito al trattato, Ugolino fu nominato Decurione della Santa Chiesa ad Ascoli.

### Battaglie e morte
Ugolino continuò a servire nei conflitti dell'epoca e rimase gravemente ferito in battaglia. Morì nel 1248 a causa delle ferite riportate durante i suoi impegni militari, chiudendo una carriera dedicata alla difesa della città e degli interessi ecclesiastici.

### Discendenza
- Giovanni Novelli, Podesta di Ascoli nel 1247[5].